# Liste der Naturdenkmale in Oberrot
| Naturdenkmale | Anzahl |
| ------------- | ------ |
| FND           | 12     |
| END           | 8      |
| Gesamt        | 20     |

Die Liste der Naturdenkmale in Oberrot nennt die verordneten Naturdenkmale (ND) der im baden-württembergischen Landkreis Schwäbisch Hall liegenden Gemeinde Oberrot. In Oberrot gibt es insgesamt 20 als Naturdenkmal geschützte Objekte, davon 12 flächenhafte Naturdenkmale (FND) und 8 Einzelgebilde-Naturdenkmale (END).
Stand: 1. November 2016.

## Flächenhafte Naturdenkmale (FND)
| Name                                               | Bild | Kennung     | Einzelheiten | Position | Fläche Hektar | Datum         |
| -------------------------------------------------- | ---- | ----------- | ------------ | -------- | ------------- | ------------- |
| Altwasser der Rot                                  | BW   | 81270620012 | Oberrot      | ⊙        | 1,3           | 16. Sep. 1985 |
| Altwasser im Gewann Striet                         | BW   | 81270620017 | Oberrot      | ⊙        | 0,8           | 27. Juni 1989 |
| Aufgelassene Sandgrube östlich von Frankenberg     | BW   | 81270620015 | Oberrot      | ⊙        | 0,1           | 24. März 1992 |
| Ehemaliger Steinbruch östlich von Wolfenbrück      | BW   | 81270620021 | Oberrot      | ⊙        | 0,3           | 24. März 1992 |
| Feuchtgebiet am Rosenberg bei Neumühle             | BW   | 81270620014 | Oberrot      | ⊙        | 1,0           | 27. Juni 1989 |
| Feuchtgebiet im Gewann Lutzenfeld                  | BW   | 81270620019 | Oberrot      | ⊙        | 0,6           | 27. Juni 1989 |
| Feuchtgebiet in den Sandwiesen nördl. von Neumühle | BW   | 81270620016 | Oberrot      | ⊙        | 0,5           | 27. Juni 1989 |
| Flehnsberg, Feuersteinklötze auf dem Gipfel        |      | 81270620002 | Oberrot      | ⊙        | 0,2           | 24. Mai 1938  |
| Halbtrockenrasen im Gewann Kleefeld                | BW   | 81270620020 | Oberrot      | ⊙        | 0,1           | 24. März 1992 |
| Klinge im Gewann Gehren                            | BW   | 81270620018 | Oberrot      | ⊙        | 1,2           | 24. März 1992 |
| Magerwiese bei Wolfenbrück                         | BW   | 81270620010 | Oberrot      | ⊙        | 0,2           | 16. Sep. 1985 |
| 2 alte Sandgruben bei Frankenberg                  | BW   | 81270620013 | Oberrot      | ⊙        | 0,5           | 16. Sep. 1985 |
| Legende für Naturdenkmal                           |      |             |              |          |               |               |

## Einzelgebilde (END)
| Name                           | Bild | Kennung     | Einzelheiten | Position | Fläche Hektar | Datum         |
| ------------------------------ | ---- | ----------- | ------------ | -------- | ------------- | ------------- |
| Linde                          | BW   | 81270620001 | Oberrot      | ⊙        | 0,0           | 24. Mai 1938  |
| 1 Eiche beim Jagdhaus          | BW   | 81270620008 | Oberrot      | ⊙        | 0,0           | 24. Okt. 1983 |
| 1 Eiche in Hohenhardtsweiler   | BW   | 81270620003 | Oberrot      | ⊙        | 0,0           | 24. Okt. 1983 |
| 1 Eiche südlich dem Stiersbach | BW   | 81270620005 | Oberrot      | ⊙        | 0,0           | 24. Okt. 1983 |
| 1 Linde in Wolfenbrück         | BW   | 81270620009 | Oberrot      | ⊙        | 0,0           | 24. Okt. 1983 |
| 1 Stieleiche mit Feldahorn     | BW   | 81270620004 | Oberrot      | ⊙        | 0,0           | 24. Okt. 1983 |
| 2 Linden bei Glashofen         | BW   | 81270620011 | Oberrot      | ⊙        | 0,0           | 16. Sep. 1985 |
| 3 Eichen oberhalb Oberrot      | BW   | 81270620006 | Oberrot      | ⊙        | 0,0           | 24. Okt. 1983 |
| Legende für Naturdenkmal       |      |             |              |          |               |               |